# Tekken 2
Tekken 2 (w Stanach Zjednoczonych wydana na automaty do gier także pod tytułem Tekken 2 Ver.B) – japońska konsolowa gra wyprodukowana przez Namco. Gra została wydana w różnych edycjach w latach 1995–1998, 2006 i 2008–2010.

## Odbiór gry
Tekken 2 otrzymał nagrodę Electronic Gaming Monthly w kategorii „Best Arcade Game” w 1995 roku.
Tekken 2 został umieszczony na 59. miejscu listy „Top 100 Games of All Time” w 2001 roku prowadzonej przez Game Informer.